# Вик-сюр-Сей
Вик-сюр-Сей (фр. Vic-sur-Seille) — коммуна во французском департаменте Мозель региона Лотарингия. Является центром одноимённого кантона.

## География

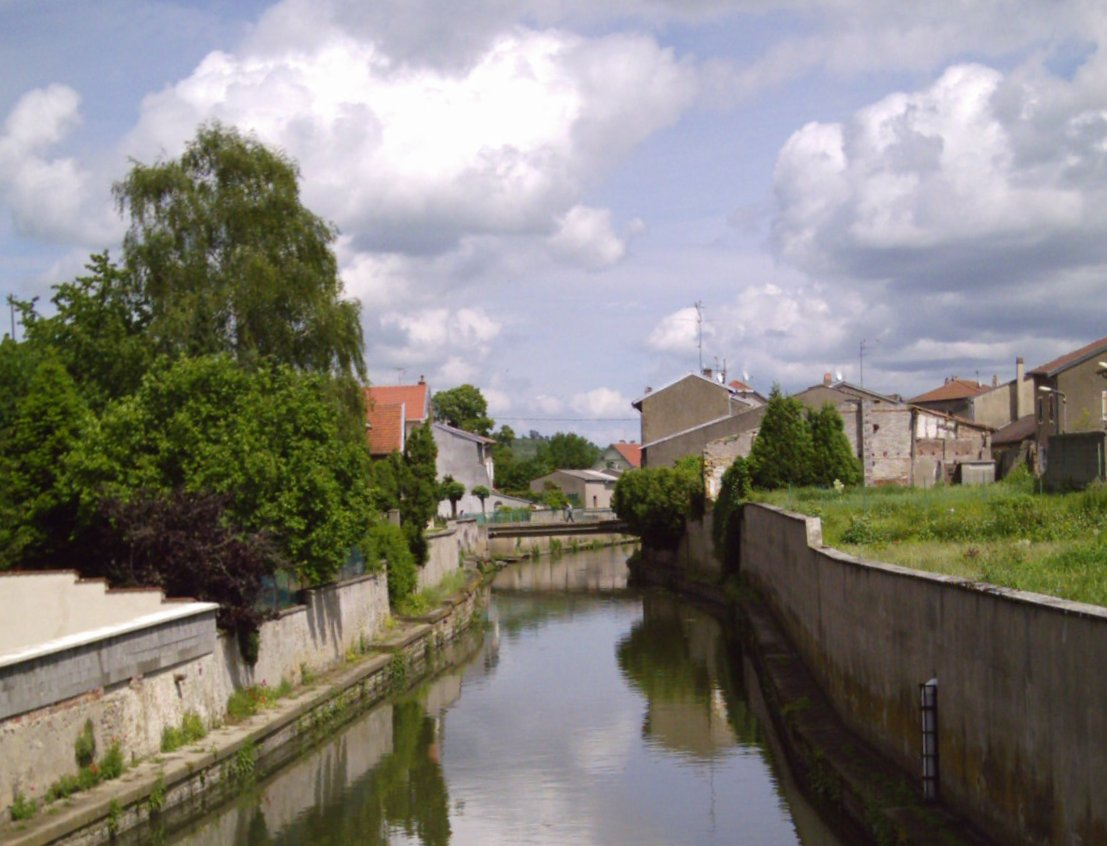
Река Сей в городе.

Вик-сюр-Сей расположен в 30 км к востоку от Нанси, в 6 км к югу от Шато-Сален, и в 50 км к юго-востоку от Меца. Соседние коммуны: Морвиль-ле-Вик на севере, Арокур-сюр-Сей, Марсаль и Муайянвик на востоке, Ксанре и Жюврекур на юго-востоке, Безанж-ла-Гранд на юго-западе, Шамбре и Салонн на западе, Шато-Сален на северо-западе.
Город расположен на юге департамента Мозель в естественно-историческом регионе Сольнуа и входит в Региональный природный парк Лотарингии. Название связано с протекающей здесь рекой Сей.

## История
- Остатки древнеримской усадьбы. Усадьба в свою очередь была основана на островке на реке Сей, ныне это археологическое место бронзового века. В XVIII веке здесь была обнаружена надпись Vicus Bodatius.
- В 570 году вилла была разрушена германскими племенами. К этой же эпохе относится появление здесь солевых копей.
- В 1234 году в город временно перенесли епископат Меца. В течение следующих веков город периодически переходил под влияние герцогства Лотарингия.
- На начало XVII века пришёлся золотой век города.
- Викский договор был подписан 6 января 1632 года между герцогом Лотарингии Карлом IV и французским королём Людовиком XIII. Позже по условиям Вестфальского мира 24 октября 1648 года территория трёх епископатов перешла к Франции и Вик стал королевским бальяжем.
- Город был знаменит своими солеварнями и винами. Однако после Французской революции город пришёл в упадок.
- Ретрансляционная башня де Шапп в окрестностях работала в 1798—1852 годах, входила в релейную сеть между Шато-Сален и Лезе на линии Париж—Страсбург.
- В 1819-1837 годах в Вик-сюр-Сей работала соляная шахта.
- В 1860 году в городе функционировали свечной завод, маслобойня и две обжиговые печи. Были высажены 250 гектаров виноградников. Город входил в состав бывшего департамента Мёрт.
- В 1871 году город по франкфуртскому договору отошёл к Германской империи и получил германизированное название Wich. В результате город пришёл в упадок, т.к. активность постепенно перешла в соседний Шато-Сален. В 1918 году после поражения Германии в Первой мировой войне вновь вошёл в состав Франции в департамент Мозель.

## Демография
По переписи 2008 года в коммуне проживало 1354 человека.	

## Достопримечательности
В 1996 году здесь был открыт музей Жоржа де Латура, посвящённый лотарингскому живописцу XVII века, мастеру светотени. В XVIII—XIX веках его имя было почти предано забвению, а начиная с XX века о нём вновь вспомнили и стали высоко ценить. Латура именуют «триумфом искусствоведения», имея в виду воскрешение из небытия этой фигуры трудами нескольких поколений историков искусства, знатоков, собирателей и архивистов. К услугам гостей коллекция из около ста картин, ориентированных вокруг него и французской живописи, начиная с первой половины XVII века до начала XX века, а также исторические коллекции, связанные с Вик-сюр-Сей.

## Известные уроженцы
- Альфонс де Рамбервиллер (фр. Alphonse de Rambervillers; 1560—1633) — генерал-лейтенант Вика и лотарингский поэт.
- Жорж Дюмениль де Латур (фр. Georges de La Tour; 1593—1652) — лотарингский художник.